# Кахведжи, Ирфан
Ирфан Джан Кахведжи (тур. İrfan Can Kahveci; 15 июля 1995 года, Баят) — турецкий футболист, полузащитник клуба «Фенербахче» и сборной Турции. Участник чемпионата Европы 2024.

## Клубная карьера
Ирфан Джан Кахведжи — воспитанник турецкого столичного футбольного клуба «Генчлербирлиги». Впервые он появился на поле в составе главной команды в матче Кубка Турции 2011/12 против «Кайсериспора», выйдя на замену на 88-й минуте. Затем Ирфан в течение нескольких выступал за резервные команды «Генчлербирлиги» в низших лигах, сезон 2013/14 он на правах аренды провёл за «Хаджеттепе» в Третьей лиге.
29 августа 2014 года Ирфан Джан Кахведжи дебютировал в Суперлиге, выйдя на замену в самой концовке гостевого поединка с «Ризеспором». 9 ноября того же года он забил свой первый гол на высшем уровне, выведя свою команду вперёд в гостевой игре с «Касымпашой». В Суперлиге 2015/16 Кахведжи отметился тремя забитыми мячами, при этом два из них были забиты в двух матчах против всё той же «Касымпаши» и в обоих случаях стали единственными и победными в матчах.
С начала 2017 года Ирфан Кахведжи представляет клуб турецкой Суперлиги «Истанбул Башакшехир». В сезоне 2019/20 стал чемпионом Турции в составе «Истанбула Башакшехира». 2 декабря 2020 года сделал хет-трик в матче группового этапа Лиги чемпионов против клуба «РБ Лейпциг» (3:4). Кахведжи стал 4-м в истории турецким футболистом, сделавшим хет-трик в матче Лиги чемпионов.

## Достижения
«Истанбул Башакшехир»
- Чемпион Турции: 2019/20

## Статистика
| Клуб                | Сезон   | Лига  | Лига | Кубок | Кубок | Европа | Европа | Всего | Всего |
| Клуб                | Сезон   | Матчи | Голы | Матчи | Голы  | Матчи  | Голы   | Матчи | Голы  |
| ------------------- | ------- | ----- | ---- | ----- | ----- | ------ | ------ | ----- | ----- |
| Генчлербирлиги      | 2011/12 | 0     | 0    | 1     | -     | -      | -      | 1     | 0     |
| Генчлербирлиги      | 2014/15 | 24    | 5    | 6     | 1     | -      | -      | 30    | 6     |
| Генчлербирлиги      | 2015/16 | 32    | 3    | 2     | 0     | -      | -      | 34    | 3     |
| Генчлербирлиги      | 2016/17 | 15    | 1    | 1     | 1     | -      | -      | 16    | 2     |
| Генчлербирлиги      | Всего   | 71    | 9    | 10    | 2     | -      | -      | 81    | 11    |
| Истанбул Башакшехир |         |       |      |       |       |        |        |       |       |
| 2016/17             | 12      | 1     | 4    | 0     | -     | -      | 16     | 1     |       |
| Всего               | 12      | 1     | 4    | 0     | -     | -      | 16     | 1     |       |